# 6976 Kanatsu
6976 Kanatsu è un asteroide della fascia principale. Scoperto nel 1993, presenta un'orbita caratterizzata da un semiasse maggiore pari a 2,3332640 UA e da un'eccentricità di 0,1692828, inclinata di 8,24685° rispetto all'eclittica.